# Celemantia
Celemantia (o Kelemantia) sorge nei pressi di Leányvár. È stato un forte romano del comune di slovacco di Iža, a circa 4 km ad est di Komárno. Esso faceva parte della zona di frontiera del limes.

## Storia
Presso Celemantia vi sono tracce di un antico centro degli antichi germani, della tribù dei Quadi, come ci ricorda lo storico e geografo Claudio Tolomeo nel II secolo, oltre ad un centro civile romano. Il forte romano costituì la "testa di ponte" della fortezza legionaria a sud del Danubio di Brigetio e fu certamente al centro delle operazioni militari condotte dalle armate romane in territorio germanico tra il 172 ed il 180. Non a caso lo stesso Marco Aurelio potrebbe aver stazionato in questo importante accampamento nel 179, come ci racconta nel suo primo libro dei Colloqui con sé stesso, intitolato sulla Granua, fiume dell'attuale Slovacchia a nord di Brigetio.

## Il forte
La costruzione del forte cominciò durante il periodo delle guerre marcomanniche. Misurava 175 x 176 metri (pari a poco più di 3 ettari) e costituiva da "testa di ponte" in territorio barbaro, quasi di fronte alla fortezza legionaria di Brigetio, dove era dislocata la legio I Adiutrix. Fu distrutto più volte dalle vicine tribù germaniche nel corso del III secolo, a causa delle continue invasioni ad opera dei barbari. Fu abbandonato in modo definitivo solo alla fine IV secolo.
Sembra che le rovine del forte fossero molto ben visibili ancora nel XVIII secolo, ma poco più tardi le sue pietre furono utilizzate per la costruzione di altri edifici nella vicina Komárno.

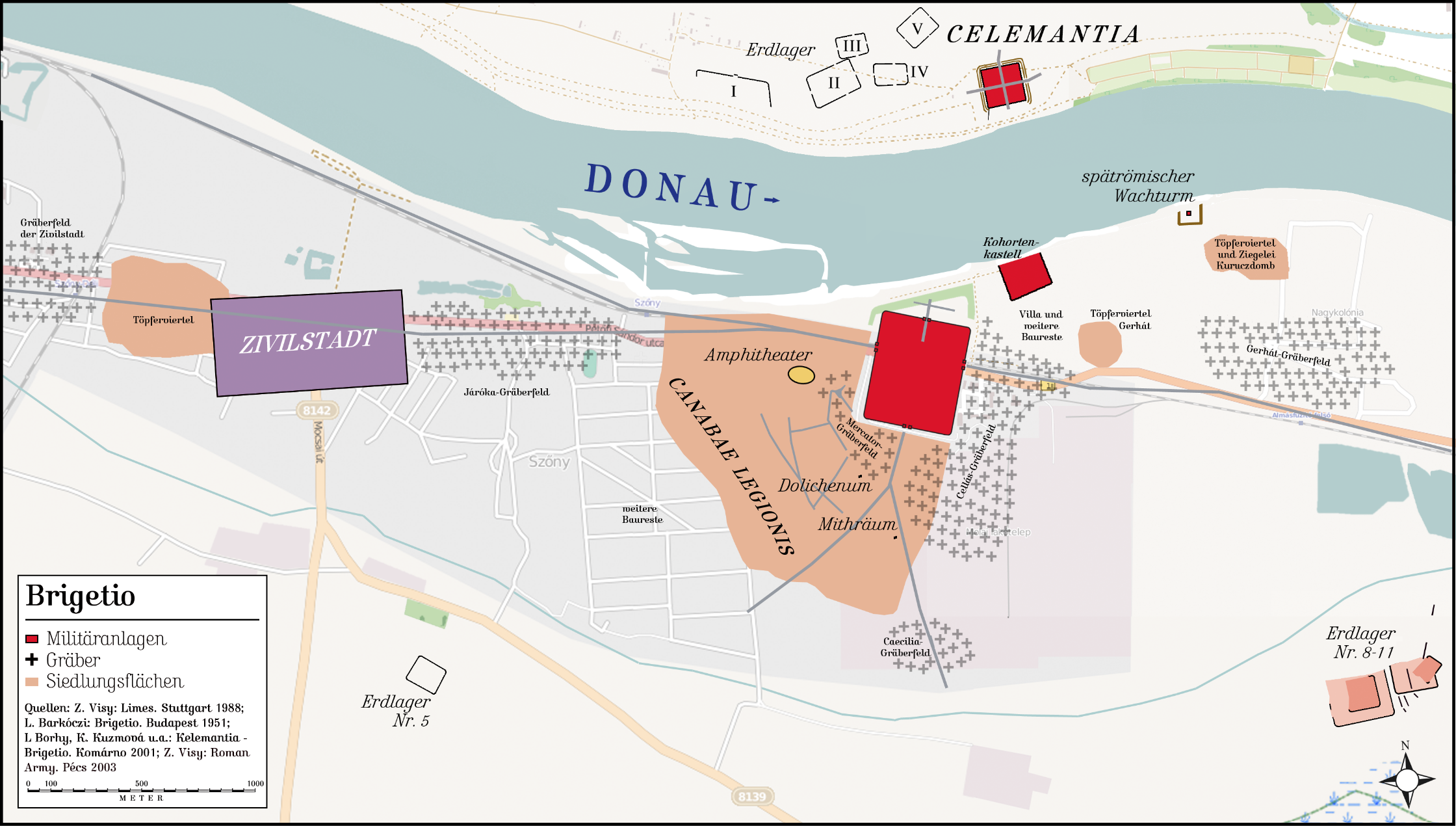
La fortezza legionaria di Brigetio a sud del limes danubiano, con Celemantia a nord del Danubio
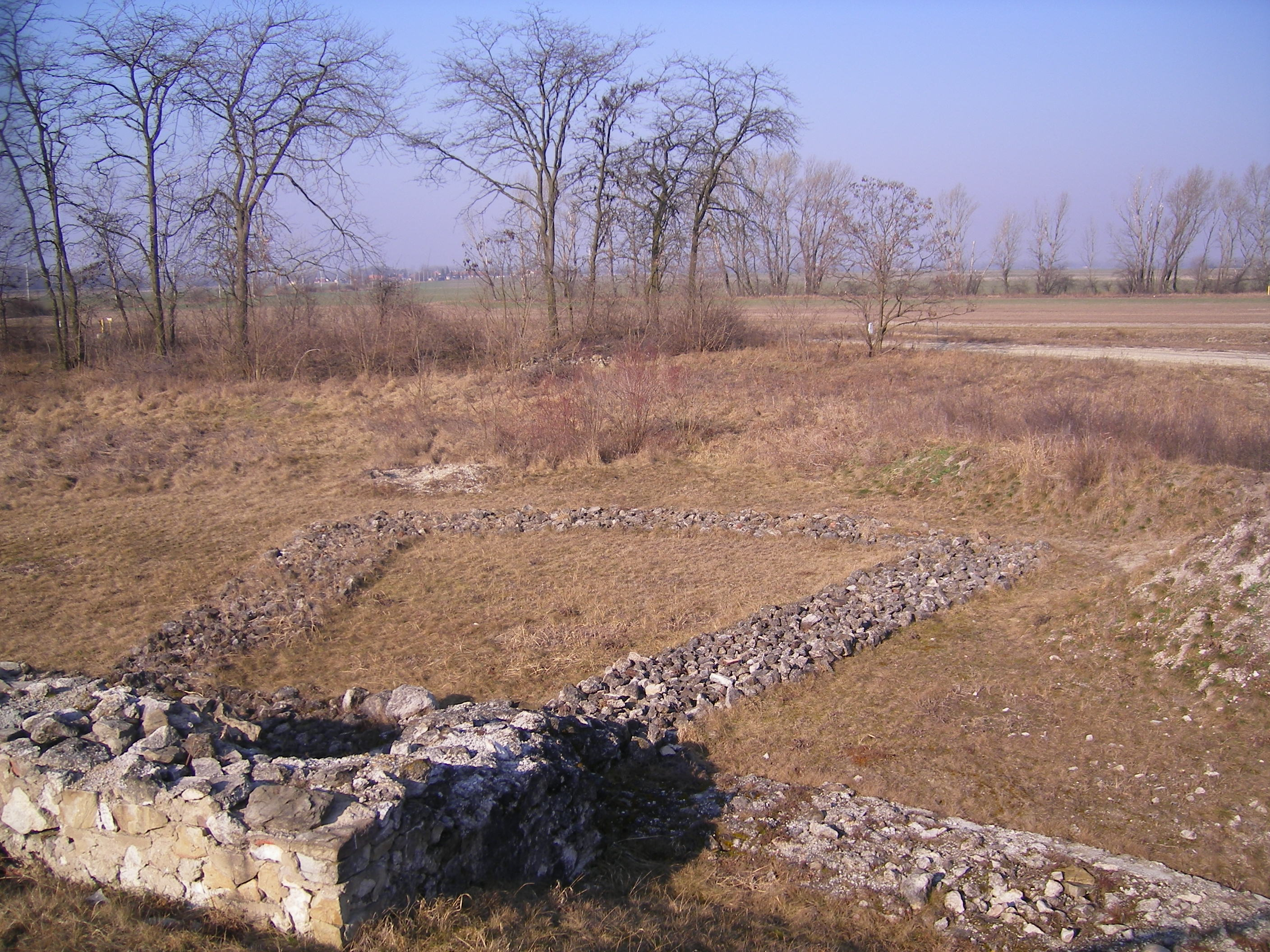
Resti della base di una torre laterale del forte romano di Celemantia
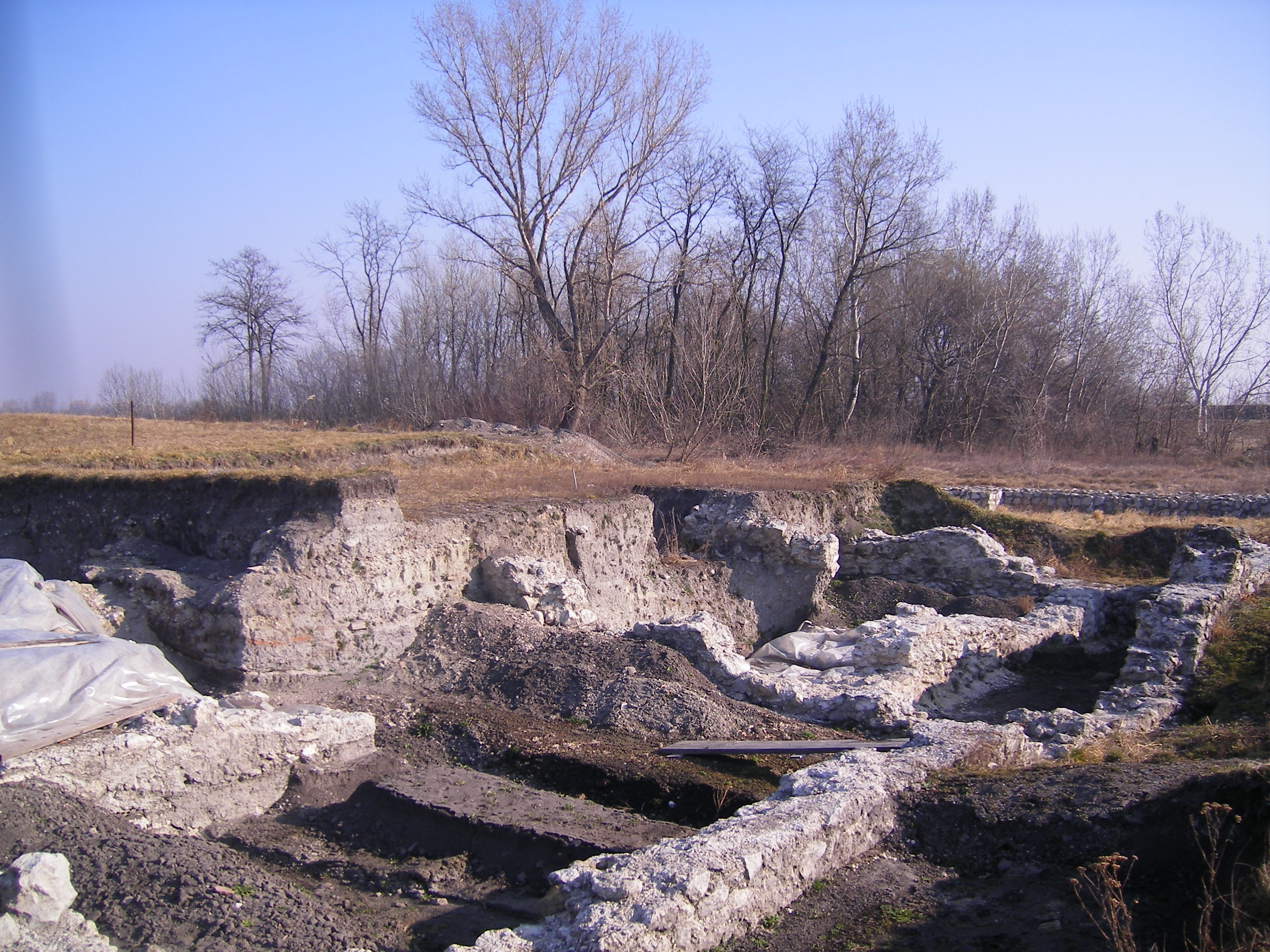
Resti delle costruzioni interne del forte romano.
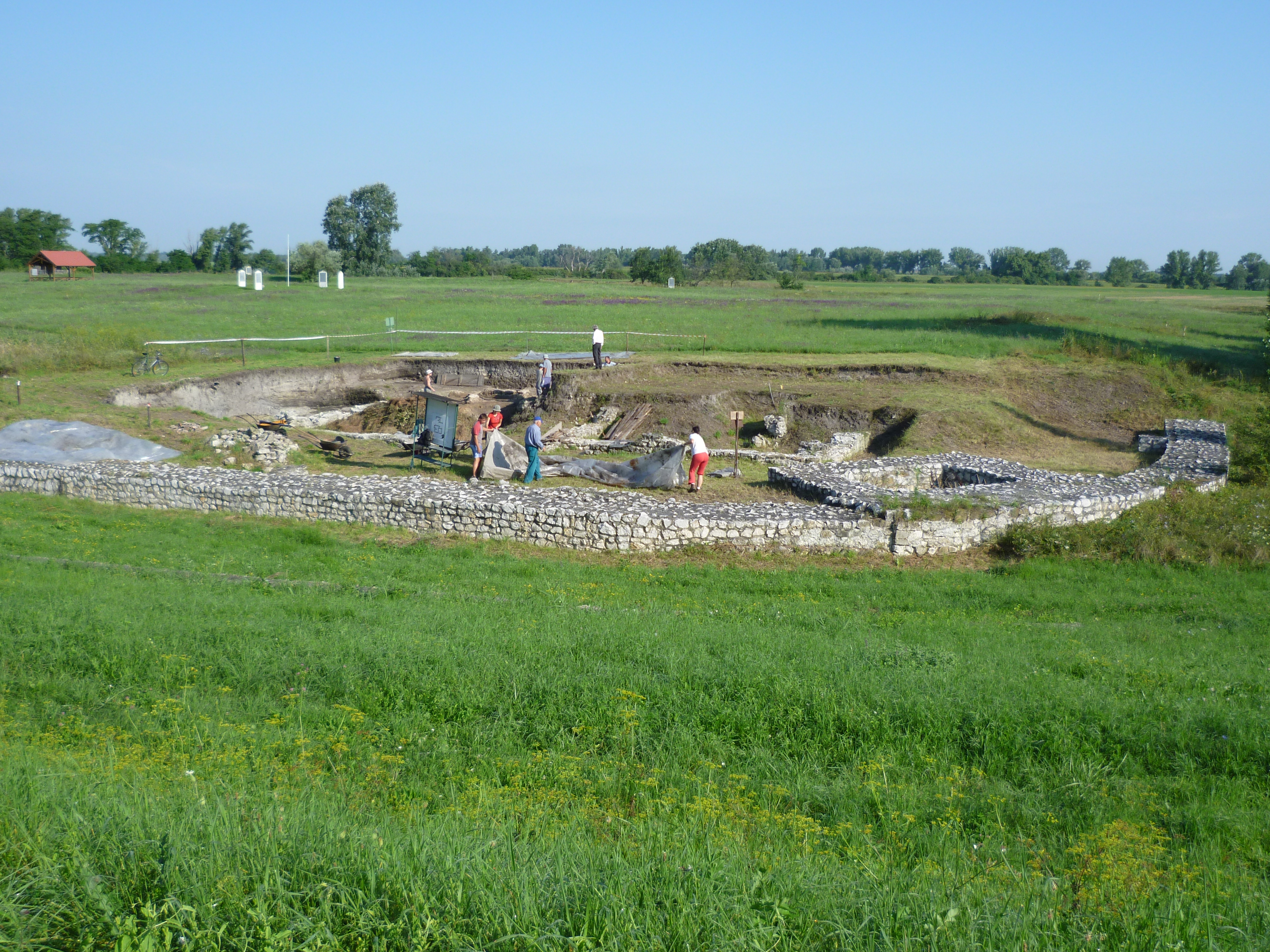
Mura perimetrali del forte romano in pietra.
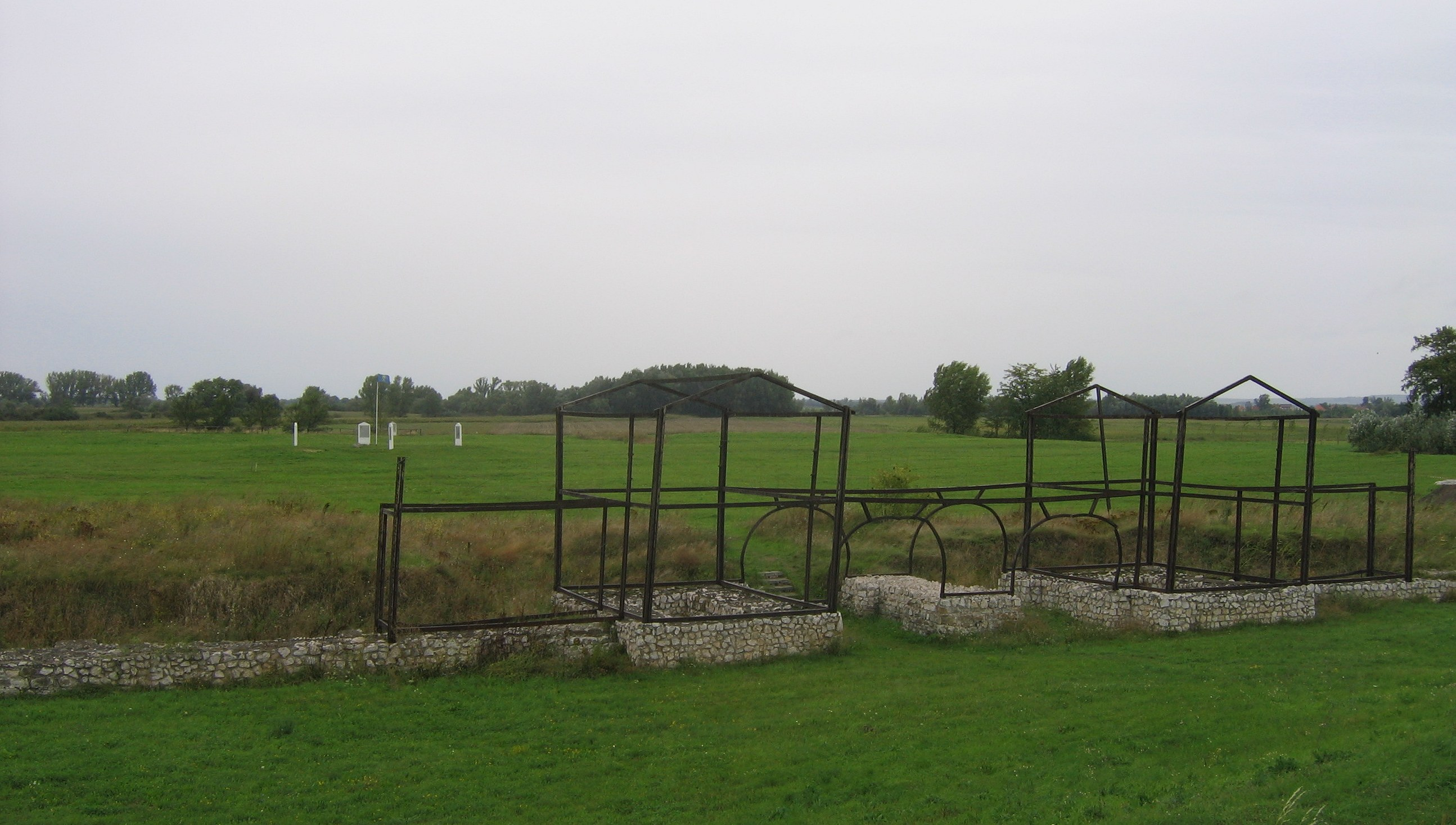
Altre strutture murarie del forte.